# Pentaho
Pentaho ist eine Sammlung von Business-Intelligence-Software, die in einer Basisversion Open Source ist. Pentaho wurde 2007 von Infoworld zu den zehn wichtigsten Open-Source-Projekten im Businessbereich gezählt. Sie deckt die dabei üblichen Bereiche ETL, Reporting, OLAP/Analysis und Data-Mining ab. Die Software ist vollständig in Java entwickelt.
Die Software wird seit 2004 von der Pentaho Corporation entwickelt. Pentaho wurde 2015 von Hitachi Data Systems aufgekauft.

## Komponenten
Die Software besteht aus verschiedenen Komponenten:
Die Reporting-Komponente ist aus dem Open-Source-Projekt JFreeReport hervorgegangen. Die OLAP / Analysis Komponente ist das Open-Source-Projekt Mondrian (seit Februar 2007 Teil des Pentaho-Projekts). Pentaho Data Integration (PDI) war unter dem Namen Kettle ebenfalls ein eigenständiges Open-Source-Projekt. PDI ist ein ETL-Werkzeug mit Verbindungsmöglichkeiten zu unterschiedlichen Datenbanken. Darüber hinaus gibt es aus dem Partnerumfeld weitere Plug-Ins zu verschiedenen Systemen wie SAP (ProERPconn) oder Navision (NaviX Table Output). Pentaho Data Mining ging aus dem Projekt Weka der neuseeländischen Universität Waikato hervor. Die Pentaho BI Platform bildet das Front-End der BI-Suite und ist eine Eigenentwicklung von Pentaho.

## Versionen
Die Pentaho-Open-Source-BI-Suite wird in verschiedenen Versionen angeboten. Es gibt eine kostenlose Open-Source-Variante mit eingeschränkter Funktionalität. Verschiedene kostenpflichtige Varianten bieten zusätzliche Funktionen. Es werden zurzeit zwei Software-Versionen gepflegt: 9.3 und 8.3.